# Zajceve
Zajceve (ukrajinsky Зайцеве, rusky Зайцево – Zajcevo) je sídlo městského typu v Doněcké oblasti na Ukrajině. K roku 2013 v něm žilo zhruba 3,5 tisíce obyvatel.

## Poloha
Zajceve leží na Bachmutce, pravém přítoku Severního Doňce v povodí Donu. Od Bachmutu, správního střediska rajónu, je vzdáleno přibližně jednadvacet kilometrů jižně; bližší město je Horlivka přibližně 11 kilometrů jižně. Od Doněcku, správního střediska oblasti, je vzdáleno přibližně padesát kilometrů severně.

## Dějiny
Zajceve bylo založeno v roce 1776. Sídlem městského typu je od roku 1938. Během války na východní Ukrajině leží převážně blízko fronty. Zprvu jej v roce 2014 obsadili separatisté, ale ukrajinská armáda je dobyla v druhé polovině roku 2015 zpět.

### Rodáci
- Mark Osipovič Rejzen (1895–1992), sovětský operní pěvec
- Mykola Ivanovyč Muchin-Koloda (1916–1962), ukrajinský sochař